# Joachim Bernhard Steinbrück
Joachim Bernhard Steinbrück (* 12. Oktober 1725 in Falkenburg, Pommern; † 14. Juli 1789 in Stettin) war ein deutscher evangelischer Pfarrer. Er forschte und schrieb über die Geschichte Pommerns.

## Leben und Leistungen
Joachim Bernhard Steinbrück wurde 1725 in Falkenburg in Pommern geboren, wo sein Vater Pfarrer war. Im Alter von 15 Jahren kam Steinbrück auf die Schule des Waisenhauses in Halle. Von 1744 bis 1745 studierte er Theologie an der Universität Halle. Anschließend kehrte er nach Hause zurück und unterstützte dort, wie auch zwei seiner Brüder, seinen Vater im Pfarramt. 
1750 wurde er Pfarrer – zunächst „Diakonus“, ab 1774 Pastor – an der Stettiner Peter-Paulskirche. Hier starb er im Jahre 1789. 
Joachim Bernhard Steinbrück forschte über die Geschichte Pommerns und baute eine umfangreiche Materialsammlung auf. Nach Einschätzung des Historikers Gottfried von Bülow setzt „die Masse des Zusammengetragenen ... in Erstaunen, darf aber nicht ungeprüft Verwendung finden.“ Steinbrück veröffentlichte 20 Schriften zur Geschichte Pommerns.  
Steinbrücks wissenschaftliche Tätigkeit fand bei seinen Zeitgenossen Anerkennung. Er wurde 1777 von der Universität Helmstedt zum Magister der Philosophie ernannt, 1786 auswärtiges Mitglied der historischen Klasse der Gelehrten Gesellschaft zu Frankfurt an der Oder und 1788 Ehrenmitglied der Deutschen Gesellschaft zu Königsberg. 
Sein Sohn Johann Joachim Steinbrück setzte die umfangreiche Materialsammlung fort und veröffentlichte ebenfalls über die Geschichte Pommerns. Er veröffentlichte auch eine Biographie über seinen Vater unter dem Titel Leben des Mag. Joachim Bernhard Steinbrück (Stettin 1790).